# Гастингс, Уильям II
Уильям Гастингс (англ. William Hastings; приблизительно 1190—1226) — английский аристократ, участник Первой баронской войны.

## Биография
Уильям Гастингс принадлежал к знатному английскому роду, первые упоминания о котором относятся ко времени нормандского завоевания. Он был внуком Уолтера Гастингса, стюарта короля Генриха II Плантагенета, имевшего владения в Норфолке. В правление Джона Безземельного Уильям примкнул к аристократической оппозиции и принял участие в мятеже, известном как Первая баронская война. В сражении при Линкольне в 1217 году он попал в плен. В 1221 году Гастингс поддержал мятеж Уильяма де Форса, 3-го графа Омальского.
Уильям был женат на Марджори Биго, дочери Роджера Биго, 2-го графа Норфолка, и Иды де Тосни. В этом браке родились:
- Генри Гастингс[2];
- Ида Гастингс, жена Стефана Сегрейва и Гуго Пеша[4].